# 瑪麗亞·伊莎貝爾 (布拉干薩)
布拉干薩的瑪麗亞·伊莎貝爾（葡萄牙語：Maria Isabel Francisca de Assis Antónia Carlota Joana Josefa Xaviera de Paula Micaela Rafaela Isabel Gonzaga de Bragança，1797年5月19日—1818年12月26日），西班牙王后，丈夫是斐迪南七世。

## 家庭
1816年，瑪麗亞·伊莎貝爾與舅舅斐迪南七世結婚，但兩人的孩子一個夭折（大女兒）、另一個是死胎（小女兒）。瑪麗亞·伊莎貝爾在第二次的生產過程中死亡，得年21歲。